# Kratoysma usticrus
Kratoysma usticrus är en stekelart som först beskrevs av Erdös 1954.  Kratoysma usticrus ingår i släktet Kratoysma, och familjen finglanssteklar. Arten är reproducerande i Sverige.